# آیرون ریور (حوزه سرشماری)، ویسکانسین
آیرون ریور (به انگلیسی: Iron River) یک منطقهٔ مسکونی در ایالات متحده آمریکا است که در شهرستان بیفیلد، ویسکانسین واقع شده‌است. آیرون ریور ۷۶۱ نفر جمعیت دارد و ۳۳۷٫۱۱ متر بالاتر از سطح دریا واقع شده‌است.